# Ruina (Ukraina)
Ruina – termin stosowany w ukraińskich badaniach historycznych na określenie okresu w historii Hetmanatu od śmierci Bohdana Chmielnickiego (1657) do wyboru hetmana Iwana Mazepy (1687). Okres ten charakteryzował się postępującym upadkiem autonomicznych rządów na Hetmańszczyźnie, postępującą anarchią, wojną domową oraz interwencjami państw sąsiednich. Ruinę podsumowuje ludowe ukraińskie powiedzenie „Od Bohdana do Iwana nie było hetmana“ (ukr. Від Богдана до Івана не було гетьмана).

## Lata 1657-1658
W kwietniu 1657 ciężko chory Bohdan Chmielnicki przekazał za zgodą starszyzny kozackiej buławę hetmańską swojemu 16-letniemu synowi Jurijowi. Po jego śmierci, 4 września 1657 w Czehryniu odbyła się rada kozackiej starszyzny, która do czasu osiągnięcia pełnoletności przez Jurija przekazała funkcję hetmańską pisarzowi generalnemu Iwanowi Wyhowskiemu. Jego prawą ręką został Jerzy Niemirycz.
W tym czasie rozpoczął się bunt posiadającej autonomię w ramach Hetmanatu Siczy Zaporoskiej. Biedni Kozacy, zwani towarzystwem niżowym, urażeni niezaproszeniem ich na wybór nowego hetmana, wyszli z Niżu i zaatakowali majątki starszyzny kozackiej na południowej Kijowszczyźnie. Towarzystwu nie odpowiadała również centralizacja władzy oraz różnicowanie społeczne stanu kozackiego.
Wyhowski nakazał blokadę Niżu, przerywając dostawy żywności i broni. Wśród Niżowców przywództwo objął pułkownik połtawski Martyn Puszkar. Wraz z atamanem koszowym Siczy Jakubem Barabaszem napisali do cara donos, w którym informowali, że „Lach” Wyhowski zamierza „sprzedać Ukrainę Polsce”. Iwan Wyhowski, obawiając się rosyjskiej interwencji, odnowił stosunki z Chanatem Krymskim i na początku maja 1658 otrzymał posiłki tatarskie pod dowództwem Karacz-beja. Wraz z nimi wyruszył na Lewobrzeżną Ukrainę i obległ Połtawę. 11 czerwca 1658 wywabił buntowników pod miasto i stoczył z nimi zwycięską bitwę. Po bitwie spalił miasto i kazał powiesić pojmanego Jakuba Barabasza. Ogólnie w tym czasie zginęło około 50 tysięcy ludzi.

## Unia hadziacka
Wyhowski po ataku na popieranego przez cara Puszkara zdecydował się szukać innych sojuszy. Nalegała na to również większość starszyzny kozackiej, zagrożonej odebraniem ich praw przez władze rosyjskie, oraz hierarchia prawosławna, niechętnie nastawiona do ugody perejasławskiej. 16 września 1658 pod Hadziaczem zebrała się rada kozacka, na którą przybyli również komisarze Rzeczypospolitej. Uchwalili oni pakty hadziackie, przygotowane prawdopodobnie przez Jerzego Niemirycza.

## Rządy Wyhowskiego
22 maja 1659 roku Sejm Rzeczypospolitej zatwierdził ostatecznie ugodę hadziacką, którą zaprzysiągł król i stany obu stron. Rzeczpospolita teoretycznie stała się państwem Trojga Narodów, a ziemie ruskie jej trzecim członem – Księstwem Ruskim. Po powrocie poselstwa kozackiego w czerwcu na Ukrainie doszło do rozłamu. Liczne nadania dla Iwana Wyhowskiego i jego rodziny, nobilitacje dla kilkuset najbardziej znaczących Kozaków rozjątrzyły resztę. Ogółowi nie podobała się perspektywa powrotu szlachty polskiej i wyrastanie nowej szlachty ruskiej. Zadnieprze zdecydowanie opowiadało się za Rosją. Wzajemne animozje polsko-ruskie będące efektem wcześniejszych rebelii i powstań kozackich, a także ich pacyfikacji przez wojska koronne wykopały zbyt wielką przepaść nienawiści, była to jedna z przyczyn ostatecznej klęski zawartej ugody.
W odpowiedzi na świeżą ugodę hadziacką wyprawiła się na Naddnieprze potężna armia rosyjska. W dniach 7 lipca-8 lipca 1659 wojska moskiewskie zostały pobite przez armię kozacko-tatarsko-polską Iwana Wyhowskiego w bitwie pod Konotopem. Skutkiem klęski pod Konotopem był ostatni wielki najazd tatarski na ziemie rosyjskie. Zwycięskie wojska chana Mehmeda IV wtargnęły do razrjadu siewskiego i białogrodzkiego, paląc podobno 10 000 dworów i zabijając lub porywając 27 000 ludzi.
Jednak wkrótce po zwycięskiej bitwie sejm polski, śledząc sytuację pogłębiającej się anarchii wśród Kozactwa na prawobrzeżu Dniepru, gdzie wewnętrzne rozruchy o to, kto ma być hetmanem rozpoczęły się niemal od momentu zawarciu unii, okroił podpisany tekst ugody hadziackiej, odbierając Księstwu Ruskiemu prawo bicia własnej monety i przyjmowania delegacji zagranicznych oraz narzucając obowiązek przedstawiania królowi polskiemu czterech kandydatów na hetmana, spośród których miał on dokonywać wyboru hetmana. Wzburzyło to zarówno stronnictwo hetmana Wyhowskiego, jak i kozacką opozycję z Lewobrzeża, gdzie wybuchło antyhetmańskie powstanie pod dowództwem pułkownika perejasławskiego Tymofija Ciuciury, do którego przyłączyli się dejnecy. W tym samym czasie ataman koszowy Siczy Iwan Sirko uderzył na osiedla Ordy Nogajskiej, biorącej udział w walkach pod Konotopem po stronie kozackiej. W czasie kiedy hetman wraz z chanem zajmowali się atakiem Sirki, Ciuciura uderzył na oddziały kozackie ochraniające granicę kozacko-rosyjską w rejonie Czernihowa i Nowogrodu Siewierskiego, a po ich rozbiciu zaprosił księcia Aleksego Trubeckiego do wkroczenia na Ukrainę. Ciuciurę wspierali dwaj krewni Bohdana Chmielnickiego, pułkownicy Jakym Somko i Wasyl Zołotarenko, urażeni wyborem na regenta Wyhowskiego.
Na początku sierpnia w przypadkowej potyczce zginął z rąk ludzi Ciuciury współtwórca Księstwa Ruskiego – Jerzy Niemirycz. We wrześniu 1659 w Hermanówce koło Kijowa zebrała się czarna rada, na której zarzucono Wyhowskiemu zaprzedanie się Lachom. Próbujący go bronić kozaccy delegaci na Sejm, Iwan Sulima i Prokop Wereszczaka, zostali zabici na miejscu, a sam Wyhowski ratował się ucieczką. W kilka dni później w Białej Cerkwi kolejna rada ogłosiła hetmanem Jurija Chmielnickiego.
Po tej radzie Wyhowski wycofał się z życia politycznego, co jednak nie uratowało mu życia – został zabity bez sądu 26 marca 1664.

## Rządy Jurija Chmielnickiego
Zaraz po wyborze na urząd hetmana Jurij skierował się z wojskiem w kierunku Dniepru, na spotkanie z księciem Aleksym Trubeckim, wysyłając wcześniej do niego posłów. Według Chmielnickiego warunkami dalszego sojuszu z Rosją było usunięcie wszystkich rosyjskich garnizonów z wyjątkiem Kijowa, oddanie wojsk rosyjskich na Ukrainie pod dowództwo hetmana, zakaz prowadzenia negocjacji ze starszyzna kozacką z pominięciem hetmana, prawo głosu w rozmowach międzypaństwowych dotyczących Ukrainy.
Trubecki zaprosił Chmielnickiego na osobiste pertraktacje do Perejasławia. Tam zwołał 27 października 1659 kozacką radę (którą tworzyła głównie promoskiewska starszyzna z Lewobrzeżnej Ukrainy), otoczoną przez 40-tysięczne wojska rosyjskie. Rada zatwierdziła Chmielnickiego jako hetmana, jednak w zamian autonomia kozacka została drastycznie ograniczona w wyniku podpisania przez niego artykułów perejasławskich.
Po podpisaniu ugody latem 1660 Rosja zerwała rozejm z Rzecząpospolitą. Jednocześnie wysłała na Prawobrzeżną Ukrainę armię rosyjska dowodzoną przez wojewodę Wasyla Szeremietiewa, wspieraną przez 20-tysięczny korpus kozacki z Lewobrzeża, dowodzony przez pułkownika Tymofija Ciuciurę. Armia ta została otoczona pod Cudnowem przez wojska polsko-tatarskie.
W trakcie walk prawobrzeżni pułkownicy, również zobowiązani do walki po stronie rosyjskiej i zdążający w kierunku Cudnowa,  zaczęli negocjacje ze stroną polską. Ich skutkiem było odstąpienie od Rosji i podpisanie ugody cudnowskiej.
Podpisanie ugody zostało przyjęte różnie – rada kozacka w Korsuniu (Prawobrzeże) ratyfikowała ugodę, ale jednocześnie pułkownik Jakym Somko w imieniu pułków perejasławskiego, niżyńskiego i czernihowskiego złożył w Perejasławiu ponowną przysięgę na wierność carowi i został ogłoszony hetmanem nakaźnym.
Jurij Chmielnicki próbował jesienią 1661, korzystając z pomocy wojsk polsko-tatarskich, złamać opór zbuntowanych pułków, ale wywołało to tylko bunty ludności przeciw obcym wojskom. Podobnie nieudana była druga wyprawa w lecie 1662. W związku z tymi porażkami oraz złym stanem zdrowia Chmielnicki zwołał pod koniec 1662 radę kozacką w Korsuniu, ogłaszając zrzeczenie się urzędu hetmana i wstąpienie do klasztoru.

## Wojna Prawobrzeża i Lewobrzeża
Na Lewobrzeżnej Ukrainie już wiosną 1662 w Kozielcu wybrano na hetmana Jakyma Somkę, jednak ten wybór nie wszystkim przypadł do gustu. Szczególnie nie spodobał się jego krewnemu, pułkownikowi Wasylowi Zołotorence. Obaj zaczęli pisać na siebie donosy do Moskwy. Zajęci intrygami, nie zauważyli nowego konkurenta. Był nim Iwan Briuchoweckyj, który wybrał się z oddziałem Zaporożców we wrześniu 1662 do księcia Grigorija Romodanowskiego, aby oświadczyć o lojalności carowi i jego osobie. Zyskał tym zaufanie księcia, który zaprotegował go carowi jako najlepszego kandydata na hetmana. Briuchoweckyj, agitując przeciw starszyźnie kozackiej i przedstawiając się jako reprezentant kozackiej „hołoty”, przeciągnął na swoją stronę większość Kozaków. Pod koniec czerwca 1663 została zwołana do Niżyna czarna rada, na którą przybyło ponad 40 tysięcy Kozaków.
Po trzydniowych obradach Briuchoweckyj został obrany hetmanem, a jego konkurenci aresztowani i zabici. Obsadził on wszystkie urzędy na Lewobrzeżu zwolennikami kursu promoskiewskiego.
Tymczasem po zrzeczeniu się urzędu przez Jurija Chmielnickiego w styczniu 1663 rada kozacka Prawobrzeżnej Ukrainy wybrała na hetmana Pawła Teterę. Rozpoczął on swoje urzędowanie od tłumienia buntów na Kijowszczyźnie i Podolu. Jednak latem 1664 rozgorzały walki pomiędzy z jednej strony lewobrzeżnymi oddziałami Briuchoweckiego, Zaporożcami, miejscowymi powstańcami i rosyjskim pospolitym ruszeniem, a z drugiej strony oddziałami Tetery, wspieranymi przez wojska polskie i tatarskie. Walki te nie doprowadziły do zwycięstwa żadnej ze stron, ale wprowadziły ogólną anarchię i upadek gospodarki. Kiedy wojska polskie wiosną 1665 opuściły Prawobrzeże, Tetera utracił wiarę w zwycięstwo. Przeniósł się z Korsunia do Bracławia, a po porażce w połowie kwietnia z powstańcami humańskimi Wasyla Drozdenki uciekł na Wołyń.
W tym czasie na Lewobrzeżu spadła również popularność Briuchoweckiego. Jesienią 1665 pojechał do Moskwy złożyć pokłon carowi (jako pierwszy z kozackich hetmanów). Został tam dobrze przyjęty, car wydał za niego księżnę Darię Iskańską z Dołgorukich, został obdarowany tytułem bojara i majątkiem ziemskim. Tak samo wyróżniono towarzyszącą mu starszyznę. W zamian zmuszony był podpisać artykuły moskiewskie.
Na Prawobrzeżu, po ucieczce poprzedniego hetmana, w 1665 na urząd wybrany został Petro Doroszenko. Zlikwidował on promoskiewską opozycję i zwołał radę kozacką, która zatwierdziła jego plan zaatakowania wojsk polskich. W grudniu 1666 wojska kozacko-tatarskie zaatakowały oddziały polskie kwaterujące na Podolu i rozbiły je. Na akcję tę wpłynęła wiadomość o toczących się w Andruszowie rozmowach polsko-rosyjskich.
Rozejm ten rozwiał nadzieje Kozaków co do własnej państwowości. Zaraz po jego ogłoszeniu zostały zwołane obie rady kozackie – lewobrzeżna w Hadziaczu przez Briuchoweckiego i prawobrzeżna Czehryniu przez Doroszenkę. Obie rady podjęły decyzje nieuznania zwierzchności polskiej i rosyjskiej oraz oddania się pod protektorat sułtana Mehmeda IV. Obie rady wysłały osobne poselstwa do sułtana, a na Lewobrzeżu z pomocą oddziałów tatarskich przysłanych przez sułtana zaatakowano rosyjskie garnizony oraz armię księcia Romodanowskiego idącą im na pomoc.
W maju 1668 kozackie wojska Prawobrzeża przeprawiły się przez Dniepr. 18 czerwca obaj hetmani spotkali się na uroczysku Serbskie Pole, gdzie Doroszenko wezwał Briuchoweckiego do rozmów. Briuchowiecki opierał się, więc tłum jego podwładnych zawlókł go na uroczysko, gdzie czekał Doroszenko, i tam go rozszarpał.

## Rządy Petra Doroszenki
Po odparciu natarcia rosyjskiego Doroszenko powrócił na Prawobrzeże, a zadanie obrony północnych granic zlecił pułkownikowi czernihowskiemu Demianowi Mnohohrisznemu. Za namową prawosławnego arcybiskupa czernihowskiego Łazarza Baranowicza rada złożona z przedstawicieli pułków czernihowskiego, nowogrodzko-siewierskiego i starodubskiego obwołała Mnohohrisznego hetmanem siewierskim. W marcu 1669 w Głuchowie rada kozacka zatwierdziła Mnohohrisznego na stanowisku hetmana Lewobrzeża oraz uchwaliła podpisanie artykułów głuchowskich. W ten sposób Doroszenko stracił władze na Lewobrzeżu (w sumie był hetmanem obu części mniej niż rok).
Wskutek krytykowania władz moskiewskich oraz deklarowanych sympatii dla Doroszenki został  Mnohohryszny w nocy z 12 na 13 marca 1672 aresztowany przez kozackich spiskowców oraz wspomagający ich oddział rosyjski i wywieziony potajemnie do Moskwy, a stamtąd wysłany na zesłanie na Syberię. Starszyzna kozacka podpisała również wtedy artykuły konotopskie. 27 czerwca 1672 nowym hetmanem Lewobrzeża został wybrany pisarz Iwan Samojłowycz.
Natomiast na Prawobrzeżu rada kozacka już w marcu 1669 pod Korsuniem opowiedziała się za sojuszem z Turkami, a w lipcu poseł sułtański przywiózł Doroszence sandżaki (znaki opieki sułtana) i list, w którym sułtan brał Kozaków w poddaństwo. Przyjęcie protektoratu Turcji spowodowało wybuch nowej wojny polsko-kozackiej. Początkowo były to drobne starcia, w których armia polska pod dowództwem hetmana Jana Sobieskiego zdobyła Bracław, Mohylów, Międzybórz i Winnicę. Pod koniec 1671 sułtan zawiadomił króla polskiego, że wyrusza przeciw niemu na wojnę, w obronie swoich kozackich poddanych.
Zniszczenia spowodowane nieustającymi konfliktami oraz rabunki oddziałów tatarskich spowodowały panikę ruskiej ludności, która zaczęła uciekać na Lewobrzeże. Również przekroczenie Dniepru w styczniu 1674 przez Kozaków lewobrzeżnych spowodowało krwawe walki międzykozackie, jak również przymusowe przesiedlenia ludności na lewy brzeg Dniepru. Była to akcja zarządzona przez Samojłowicza, mająca na celu pozbawienie oparcia dla Doroszenki. Akcja ta była kontynuowana w 1675. W latach 1678–1679 zorganizowano podobną akcję, mającą na celu zniszczenie ocalałych miejscowości na Prawobrzeżu i przesiedlenie ludności na Lewobrzeże.
We wrześniu 1676 hetman Petro Doroszenko ostatecznie skapitulował, jego insygnia hetmańskie wywieziono do Moskwy, a jedynym hetmanem został Iwan Samojłowicz.

## Rządy Iwana Samojłowicza
Wiosną 1677 rozpoczęła się kolejna kampania wojny rosyjsko-tureckiej.
Armia turecka skierowała się w kierunku Czehrynia. Na Lewobrzeżnej Ukrainie obronę Czehrynia uważano za sprawę o priorytetowym znaczeniu, natomiast Moskwie nie zależało na twierdzy bez znaczenia strategicznego. Dlatego wojewoda Romodanowski otrzymał polecenie zniszczenia twierdzy, przesiedlenia całej ludności na lewy brzeg Dniepru oraz zawarcia z Turkami ugody, w której zobowiąże się do niezasiedlania Prawobrzeżnej Ukrainy. W nocy z 11 na 12 sierpnia 1678 Czehryń został spalony przez obrońców, a magazyny wysadzone w powietrze. Turcy po przybyciu zrównali ruiny z ziemią.
Walki kozacko-rosyjsko-tureckie trwały jeszcze dwa lata, do zawarcia w styczniu 1681 traktatu bachczysarajaskiego.
Rozejm ten gwarantował pozostawienie ziem Prawobrzeżnej Ukrainy niezamieszkanymi.
6 maja 1686 Rosja zawarła pokój wieczysty z Polską.
Przyznał on Lewobrzeżną Ukrainę Rosji i był początkiem jej kolejnej ekspansji na zachód. Po podpisaniu tego traktatu hetman Samojłowicz, pogrążony udziałem w zakończonej porażką wyprawie na Krym księcia Wasilija Golicyna oraz donosami starszyzny, został pod koniec lipca 1687 aresztowany przez Rosjan i zesłany na Syberię. Władzę po nim objął hetman Iwan Mazepa, co zakończyło okres Ruiny.

## Literatura
- Natalia Jakowenko – „Historia Ukrainy od czasów najdawniejszych do końca XVIII wieku”, Lublin 2000